# Nik Lorbek
Nik Lorbek (17 april 1996) is een Sloveense voetballer die sinds 2019 uitkomt voor Union Sint-Gillis.

## clubcarrière
Lorbek speelde voor een groot gedeelte van zijn jeugd voor NK Maribor. Op achttienjarige leeftijd stroomde hij door naar de B-ploeg van Maribor. In het seizoen 2014/15 was hij er ook aanvoerder van de U19 in de UEFA Youth League en scoorde hij in de eerste groepswedstrijd tegen Sporting CP (1-3-verlies) zelfs het eerste doelpunt ooit van Maribor op het hoofdtoernooi. Maribor verloor in dit toernooi alle zes zijn groepswedstrijden.
Na drie jaar bij NK Maribor B gespeeld te hebben, trok Lorbek in 2017 naar NS Mura. waar hij ondanks zijn jonge leeftijd meteen titularis werd. In zijn eerste seizoen werd hij meteen kampioen in de Druga liga, waarop Mura naar de Sloveense hoogste divisie promoveerde. In zijn eerste seizoen in de PrvaLiga Telekom Slovenije eindigde Lorbek meteen vierde op tien clubs met Mura, wat gepaard ging met kwalificatie voor de Europa League-voorrondes.
In de zomer van 2019 ruilde hij het Europese avontuur met Mura in voor de Belgische tweedeklasser Union Sint-Gillis. Daar kwam hij door blessureleed en de felle concurrentiestrijd op het middenveld nauwelijks aan spelen toe: in het seizoen 2019/20 speelde hij acht competitie- en drie bekerwedstrijden, in het kampioenenseizoen 2020/21 kwam hij zelfs niet in actie. In juli 2021 keerde Lorbek terug naar Mura – ondanks de promotie van Union naar de Jupiler Pro League.